# All-Ireland Senior Hurling Championship 1890
L'All-Ireland Senior Football Championship 1890 fu l'edizione numero 4 del principale torneo di hurling irlandese. Cork batté Wexford in finale, ottenendo il primo titolo della sua storia.

## Squadre
Parteciparono 6 rappresentative: una per ognuno delle sei contee che presero parte al torneo. Questo si divise in due fasi: i campionati del Leinster e del Munster avrebbero stabilito le due finaliste All-Ireland.

## Results
Leinster Senior Hurling Championship
| 25 ottobre Finale | Wexford | 2-9 – 0-3 | Laois |  |

Munster Senior Hurling Championship
| 17 agosto Semifinale | Cork | – | Waterford | Youghal |

| Limerick 20 settembre Final3 | Cork | 2-0 – 0-1 | Kerry | Markets Field |

All-Ireland Senior Hurling Championship
| Dublino 16 novembre Final | Cork                 | 2-2 – 1-6 | Wexford | Clonturk Park (c.1,000 spett.)\| Arbitro: \| J. Sheehy (Limerick) \| |
| Arbitro:                  | J. Sheehy (Limerick) |           |         |                                                                      |

La partita non si concluse in quanto Cork, che era in vantaggio, si rifiutò di proseguire per il gioco eccessivamente pericoloso degli avversari.